# Mugia
Mugia är en ort i Spanien.   Den ligger i provinsen Provincia da Coruña och regionen Galicien, i den nordvästra delen av landet, 500 km nordväst om huvudstaden Madrid. Mugia ligger 9 meter över havet och antalet invånare är 5 423.
Terrängen runt Mugia är varierad. Havet är nära Mugia åt nordväst. Runt Mugia är det ganska glesbefolkat, med 47 invånare per kvadratkilometer. Närmaste större samhälle är Cee, 16,8 km söder om Mugia. I omgivningarna runt Mugia växer i huvudsak blandskog.